# Odawa
Os Odawa (em inglês: Ottawa ; em francês: Outauais ; outras versões do nome: Odawa, Odaawaa) são uma nação de ameríndios no Canadá. Seu nome, que não está em sua linguagem, significa "mercadores". Como os povos das Primeiras Nações não possuiam uma línguagem escrita, o nome Odawa é uma representação fonética em francês de seu nome. Eles preferem se chamar de Nishnaabe ou Anishinaabe (no plural: Nishnaabeg e Anishinaabeg), que quer dizer "povo de origem".
São estreitamente ligados aos Ojibwé mas distinguem-se destes. Sua linguagem é considerada como um dialeto do Anishinaabe; como o Anishinaabe, ela faz partes das línguas algonquinas.
Os Odawa vivem na régião do lago Huron, em Michigan e em Ontário (seu território de origem), e também em Oklahoma nos Estados Unidos.

Os Odawa e os Ojibwé faziam parte de uma aliança que durou muito tempo chamada Conselho dos Três Fogos, que lutou contra a confederação iroquesa e os Sioux. Eles se aliaram com os franceses contra os ingleses, e seu chefe Pontiac guiou uma rebelião contra os ingleses em 1763. Uma década mais tarde, o chefe Egushawa levou os Odawa a lutar contra os americanos na Guerra da Independência dos Estados Unidos. Em torno de 1790, este luta ainda contra os americanos em uma série de batalhas e campanhas conhecida como a Guerra Ameríndia do Noroeste.
O Rio Ottawa recebeu este nome em sua homenagem pois eram uma das nações autóctones mais influentes no início do século XVIII, no sentido de que o rio levaria até eles. Seu território na época dos primeiros contatos com os europeus, portanto, se situava a oeste do rio e da cidade de Ottawa nomeados em sua homenagem, tendo também aí sua zona de comércio.